# Denner Fernando Melz
Denner Fernando Melz, auch Denner (* 30. Dezember 1999 in Itapiranga), ist ein brasilianischer Fußballspieler. Er ist bei Athletico Paranaense unter Vertrag und derzeit an Sport Recife ausgeliehen.

## Karriere
Denner Fernando Malz wurde in Itapriranga im Bundesstaat Santa Catarina im europäisch geprägten Süden Brasiliens geboren. Mit dem Fußballspielen begann er bei EC Juventude in Caxias do Sul (Rio Grande do Sul), 478 Kilometer von seinem Geburtsort entfernt. Sein Pflichtspieldebüt für die Profimannschaft erfolgte am 25. Januar 2018, als er im Alter von 18 Jahren beim 0:1 im Auswärtsspiel in der Staatsmeisterschaft von Rio Grande do Sul gegen EC São Luiz eingesetzt wurde. Im Juni 2018 erhielt Denner einen Vertrag bis 2022. Nicht allzu kurze Zeit später folgte das Debüt in der Série B, der zweithöchsten brasilianischen Spielklasse, als er beim 0:1 gegen Vila Nova FC zum Einsatz kam. Für die erste Mannschaft kam Denner Fernando Melz regelmäßig zum Einsatz, konnte allerdings den Abstieg von EC Juventude aus der Série B nicht verhindern. Im Herbst 2019 unterschrieb Denner einen Vertrag beim Erstligisten Athletico Paranaense, wo er zunächst in der zweiten Mannschaft zum Einsatz kam. Da er beim Verein aus Curitiba, der Hauptstadt des Bundesstaates Paraná, nicht oft zum Einsatz kam, wurde er an Chapecoense in sein Geburtsbundesstaat Santa Catarina verliehen. Dort konnte er sich durchsetzen und konnte mit dem Klub die Série B 2020 gewinnen (24 von 38 möglichen Spielen, ein Tor).
Im Februar 2021 folgte die Rückkehr zu Athletico Paranaense. Er blieb zum Ende Austragung der Staatsmeisterschaft und wurde für die nationale Meisterschaft wieder an Chapecoense ausgeliehen. Auch zum Start in die Saison 2022 spielte Denner keine Rolle in der Kaderplanung von Athletico und wurde wieder Teil eines Leihgeschäftes mit Sport Recife.

## Erfolge
Chapecoense
- Staatsmeisterschaft von Santa Catarina: 2020
- Série B: 2020